# Karl Windhäuser
Karl Windhäuser (* 11. Februar 1910 in Argenthal, Hunsrück; † 27. Mai 1984 in Simmern/Hunsrück) war ein deutscher Gymnasiallehrer, ehrenamtlicher Bürgermeister, Schriftsteller insbesondere im Hunsrückischen und Hobby-Schauspieler.

## Leben und Ausbildung
Windhäuser wurde als Sohn eines Volksschullehrers und dessen Frau Wilhelmine Schönewald (* Argenthal 27. September 1887) geboren. Sein Vater starb bereits 1918, vermutlich also als Soldat im Ersten Weltkrieg. Karl besuchte das nachmalig so genannte Herzog-Johann-Gymnasium bis zum Abitur 1929, das er mit zehn weiteren Schülern, darunter einer Frau, als vierter AbiturientiaJahrgang absolvierte. Er studierte an der Universität zu Köln Germanistik, Theaterwissenschaft und  Romanistik (Französisch).

## Wirken
Über seine frühen Tätigkeiten ist wenig bekannt. In den frühen 1940er Jahren war er für den Reichssender Köln tätig. Nach dem Zweiten Weltkrieg wurde er Lehrer für Deutsch und Französisch an seiner ehemaligen Schule. Dort führte er eine Theater-Arbeitsgemeinschaft ein, in der der Filmemacher Edgar Reitz seine Liebe zum Schauspiel entdeckte. Diese Tätigkeit übte er – zuletzt als Oberstudienrat – bis zu seiner Pensionierung 1973 aus. 

## Tätigkeiten neben und nach dem Beruf
Windhäuser war ab 1960 als CDU-Mitglied im Stadtrat von Simmern, seit 1973 (ehrenamtlicher) Erster Beigeordneter und von 1976 bis 1978 (ehrenamtlicher) Bürgermeister von Simmern. Sein ehemaliger Schüler Edgar Reitz besetzte ihn in seinem Spielfilm Die Reise nach Wien. Darüber hinaus war er vielfach als Schriftsteller tätig, oft in Zusammenarbeit mit Hajo Knebel.

## Ehrungen
1980 erhielt Windhäuser das Bundesverdienstkreuz.

## Werke
- Land meiner Kindheit. Erzählungen und Gedichte. (Hrsg.) Irene Windhäuser und Hajo Knebel. Eigenverlag, Simmern 1987 darin Verziehlcher vun de Uwebank[5]
- Alle Herrlichkeiten dieser Welt (Über den Hunsrück), in: Merian Heft 6, XV. Jg. 1962, S. 23–25
- An den Wassern zu Babel (Theaterstück zur Auswanderung nach Brasilien) 1962[6]
- Mit Albert Lax: Aspekte der Entwicklung einer Kreisstadt im ländlichen Raum. Stadt Simmern, Simmern 2011, ISBN  978-3-9810654-5-9.